# Крийм ейл
Крийм ейл (на английски: Cream ale – превод Крем ейл), е традиционна светла американска бира, която се произвежда в североизточните и средноатлантическите щати.

## История и характеристика
Това е ейлова версия на американския светъл лагер. Започва да се произвежда от американските ейлови пивовари като конкуренция на лагерните пивовари в североизточните и средноатлантическите щати. Първоначално бирата е известна като искрящ ейл или ейл за деня, като някои пивовари използвали (понякога и сега се използват) лагерни дрожди, но исторически не са смесвани с ейловите щамове.
Крийм ейловете се правят с американски компоненти: комбинации от шестредов и северноамерикански двуредов ечемичен малц, царевица, глюкоза или други захари; мека вода и американски сортове хмел.
Цветът варира от бледо сламен до умерено златист. Бирата се отличава с кристална, блестяща прозрачност, средна до висока карбонизация (газировка) и образува средна пяна. В аромата преобладават леки малцови нотки и сладък царевичен мирис, въ вкуса доминират малцовост и сладост. Слаба до средна хмелна горчивина.
Алкохолното съдържание варира от 4,2 до 5,6 % об.

## Търговски марки
Типични търговски марки в този стил са: Genesee Cream Ale, Little Kings Cream Ale (Hudepohl), Sleeman Cream Ale, Liebotschaner Cream Ale (Lion Brewery), Dave's Original Cream Ale (Molson), New Glarus Spotted Cow Farmhouse Ale, Wisconsin Brewing Whitetail Cream Ale .